# Weberbauerocereus weberbaueri
Weberbauerocereus weberbaueri, conocida como huarango, es una especie de planta de la familia Cactaceae, endémica del Perú, que crece en el departamento de Arequipa, en áreas secas con matorrales espinosos, entre los 2.000 y 3.000 m de altitud.

## Descripción
Es un arbusto de tallo columnar ramificado desde la base, de crecimiento erecto o ascendente, a veces cn múltiples ramas, de color verde grisáceo, con un diámetro de 6 a 10 cm, a veces con múltiples ramas y altura de hasta 4 m. Presenta de 15 a 22 nervaduras curvadas. Las areolas alcanzan hasta 8 mm de diámetro y están cubiertas con lanas amarilla a grisáceas. De seis a ocho fuertes espinas centrales son de color castaño y hasta 6 cm de largo. Otras 20 espinas delgadas y amarillentas se distribuyen en forma desigual a lo largo del tallo y tienen 1 a 1,5 cm de largo.
Las flores son ligeramente zigomorfas, aparecen cerca de las puntas de los brotes. Tienen 5,2 a 10,3 cm de largo. El tubo de la flor marrón verdoso se inclina ligeramente y está cubierto con el pelo castaño y corto. Las brácteas son de color blanco a castaño rojizo o rojizo rosa. Los pétalos estrechos varían de color, desde el amarillo verdoso o crema cuando florece hasta el rosado purpúreo cuando se desarrollan, de manera que una misma planta presenta flores de diferentes colores, polinizadas por el murciélago de hocico largo (Platalina genovensium) y polillas por la noche y por el colibrí gigante andino (Patagona gigas), el colibrí de los oasis (Rhodopis vesper), moscas y abejas durante el día, cuando permanece abiertas entre 3 de la tarde y 11 de la mañana del día siguiente.
Los frutos son de color verde al brotar, amarillo, naranja amarillento o rojo anaranjado el madurar, de hasta 4 cm de diámetro, con pulpa ligeramente dulce y comestible y semillas negras.

## Taxonomía
Weberbauerocereus longicomus fue descrita por (K.Schum. ex Vaupel) Backeb. y publicado en Sitzungsberichte der Heidelberger Akademie der Wissenschaften, Mathematische-Naturwissenschaftliche Klasse 461. 1958.
Etimología
Weberbauerocereus: nombre genérico que fue nombrado en honor del investigador peruano August Weberbauer.
weberbaueri: epíteto similar al nombre genérico. 
Sinonimia
- Cereus weberbaueri
- Haageocereus weberbaueri
- Meyenia weberbaueri
- Weberbauerocereus horridispinus
- Weberbauerocereus seyboldianus